# XM29 OICW
La XM29 OICW era una serie de prototipos para un nuevo fusil de asalto con un lanzagranadas integrado que disparaba proyectiles HE de 20 mm. Estos prototipos fueron desarrollados como parte del programa OICW en la década de 1990.
El término Fusil Selectivo de Asalto y Batalla (Selectable Assault Battle Rifle - SABR) fue utilizado en determinados momentos del proyecto, pero esta designación es poco común.

## Descripción

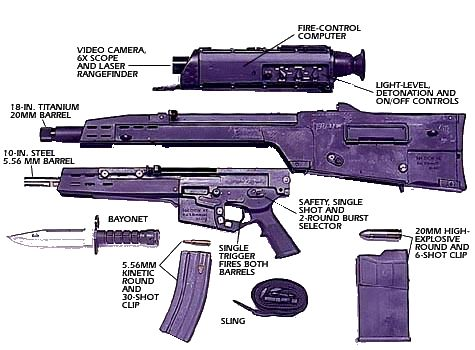
Componentes del sistema XM29.

Desarrollado por la Alliant Techsystems, con Heckler & Koch como principal subcontratista, la versión más común del XM29 consiste en la combinación de un lanzagranadas semiautomático que dispara granadas inteligentes de 20 mm, una carabina XM8 (derivada en su etapa final del desarrollo del HK G36) estándar calibre 5,56 mm y un sistema de puntería asistido por computadora con un telémetro láser integrado, un sistema de visión termal, visión nocturna y una mira telescópica de 6 aumentos. Los anteriores diseños tenían diferentes configuraciones y características.
El arma de 20 mm ha sido descrita como un cañón semiautomático ligero, un lanzagranadas o un arma de explosión aérea. Plantea un problema de clasificación, ya que no encaja en cualquiera de estas categorías. Por un lado, dispara proyectiles mucho más pequeños con una trayectoria más linear que los lanzagranadas. Por el otro, aunque su calibre y velocidad son más parecidos a los de un cañón ligero, comparte similares características con otros lanzagranadas de infantería.
Diversos problemas llevaron a la cancelación del programa, entre estos el peso del arma, su volumen y la ineficacia de los proyectiles 20 x 28. Hasta su cancelación en 2004, el programa fue dividido en tres programas relacionados. OICW Increment One es un programa para desarrollar una familia de armas ligeras basadas en energía cinética, OICW Increment Two es un programa para desarrollar un lanzagranadas individual capaz de lanzar granadas inteligentes y OICW Increment Three es un programa para reintegrar ambos componentes. El fusil de asalto XM8 fue desarrollado en un intento por cumplir los requisitos de Increment One. En cambio, se ha iniciado un nuevo programa llamado Lightweight Small Arms Technologies (LSAT). Mientras tanto, se inició el desarrollo del lanzagranadas XM25 CDTE de 25 mm para cumplir los requisitos de Increment Two. Increment Three no será iniciado hasta que los dos primeros sean completados.
El OICW Increment One fue cancelado en octubre de 2005, mientras que el desarrollo del XM25 CDTE de 25 mm continuó, así como el programa OCSW para desarrollar un lanzagranadas automático de 25 mm hasta su cancelación. No está claro si el LSAT está destinado a cumplir las metas del OICW Increment One, o si es un sistema de armas individual. Sin embargo, el programa OICW ya fue cancelado. 
Como extra, también apareceria en una de las betas del juego HALF-LIFE  2, siendo usada por la facción conscript y la alianza, este rifle seria obtenido por gordon en el juego y tendría 2 modos de disparos: lanzagranadas y rifle automático. Luego seria remplazada por la MP7 o conocida como SMG1.